# Лагуна-Верде (Чилі)
Лагуна-Верде (ісп. Laguna Verde) — солоне озеро в Андах на плато Пуна-де Атакама, в чилійському регіоні Атакама, біля перевалу Сан-Франциско. Вулкан Охос-дель-Саладо позначає південну межу його басейну. Озеро оточують кілька високих гір, таких як Ель-Муерто, Інкауасі, Фалсо-Асуфре, Пенья-Бланка, Барранкас-Бланкас, Ель-Ермітаньйо, Вікуньяс та Охос-дель-Саладо (найвищий вулкан у світі).